# Лопатин, Фёдор Петрович
Фёдор Петрович Лопатин — советский хозяйственный и политический деятель.

## Биография
Родился в 1933 году. Член КПСС с 1963 года.
Окончил среднюю школу.
В 1951—1954 гг. — тракторист Калганской машинно-тракторной станции.
В 1954—1956 гг. — военнослужащий Советской армии.
В 1956—1991 гг. — звеньевой механизированного кормодобывающего звена совхоза «Родина» Калганского района Читинской области.
Избирался депутатом Верховного Совета СССР 11-го созыва. Делегат XXVI съезда КПСС.
Жил в Читинской области.

## Награды
- Орден Трудового Красного Знамени
- Орден Трудовой Славы II степени
- Орден Трудовой Славы III степени